# Regina Caeli

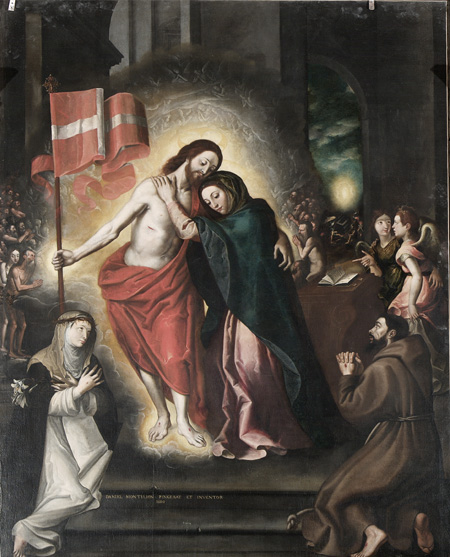
Cristo resucitado se aparece a su Madre.

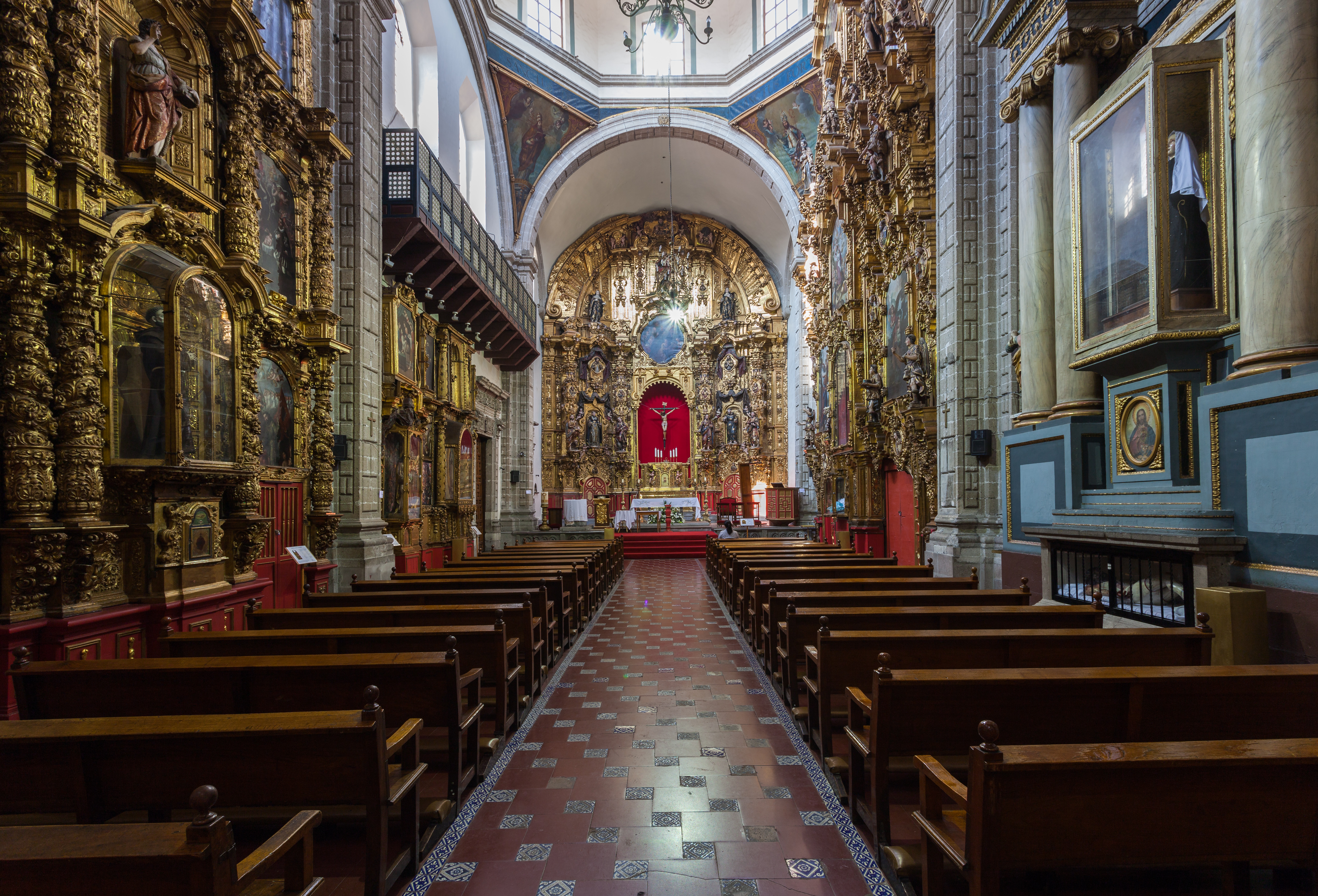
Interior del convento de Regina Coeli en Ciudad de México

Regina Cœli es el nombre de una de las antífonas marianas y oración cristológica de la Iglesia católica en honor de la Virgen. Las otras tres antífonas marianas en la Liturgia de las Horas son: Ave Regina Cælorum, Alma Redemptoris Mater y Salve Regína. Son las palabras latinas con que abre el himno pascual a la Santísima Virgen María que traducidas al español son “Reina del cielo”, es una composición litúrgica a manera de felicitación a María por la resurrección de su Hijo Jesucristo. 
El Regina Cœli sustituye el rezo del Angelus durante el tiempo pascual. Así lo estableció el papa Benedicto XIV en 1742. Litúrgicamente está prescrita en el Breviario Romano desde el inicio del tiempo de Pascua hasta la hora nona del domingo de Pentecostés. Debe ser cantado o rezado en coro y de pie. 
Aunque no se conoce el autor, ya se rezaba en el siglo XII y los frailes menores (OFM) lo rezaban después de Completas ya en la primera mitad del siglo XIII y gracias a la misma actividad de los frailes franciscanos se popularizó y expandió por todo el mundo cristiano. 
Si bien esta oración es de autor desconocido, la tradición la atribuye a san Gregorio Magno, el cual habría escuchado los tres primeros versos cantados por ángeles mientras caminaba descalzo una mañana en una procesión en Roma, a las que él agregó la cuarta línea. Sin embargo, también ha sido atribuido a Gregorio V, aunque sin sólido fundamento.[cita requerida]

## Texto de la oración
| Latín | Español |
| --- | --- |
| V/Regína cœli, lætáre, allelúia. R/Quia quem meruísti portáre, allelúia. V/Resurréxit, sicut dixit, allelúia. R/Ora pro nobis Deum, allelúia. V/Gaude et lætáre Virgo María, allelúia. R/Quia surréxit Dóminus vere, allelúia. V/Orémus: Deus, qui per resurrectiónem Filii tui, Dómini nostri Iesu Christi, mundum lætificáre dignátus es: præsta, quaésumus; ut, per eius Genetricem Virginem Mariam, perpetuae capiamus gaudia vitae. Per eundem Christum Dóminum nostrum. Amen. | V/Reina del cielo, alégrate, aleluya. R/Porque el Señor, a quién mereciste llevar en tu seno, aleluya. V/Ha resucitado, según su palabra, aleluya. R/Ruega al Señor por nosotros, aleluya. V/Gózate y alégrate, Virgen María, aleluya. R/Porque verdaderamente resucitó el Señor, aleluya. V/Oremos: Oh Dios, que por la resurrección de tu Hijo, nuestro Señor Jesucristo, te has dignado dar la alegría al mundo, concédenos que por su Madre, la Virgen María, alcancemos el gozo de la vida eterna. Por el mismo Cristo nuestro Señor. Amén. |

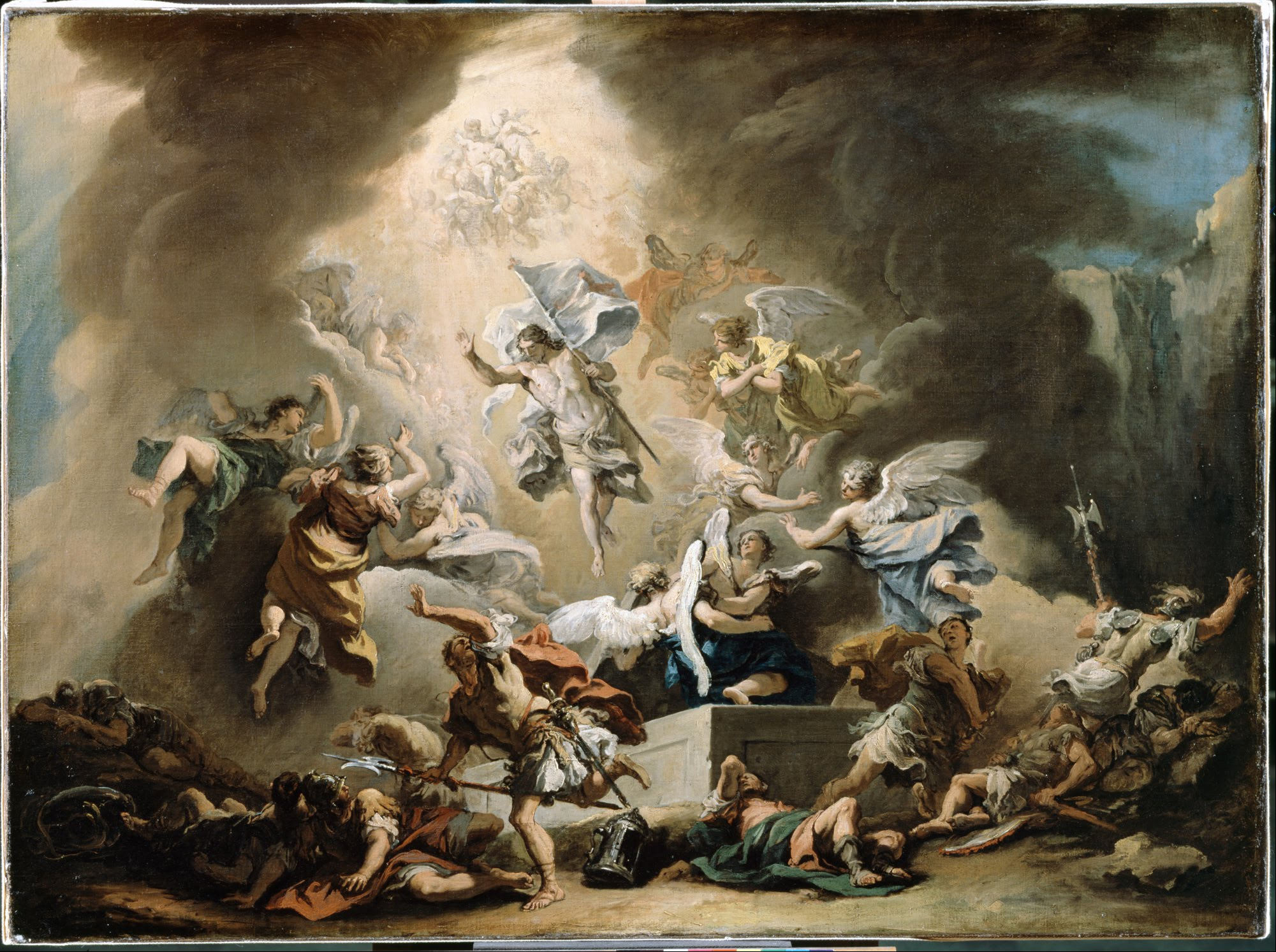
Ricci, Sebastiano - The Resurrection
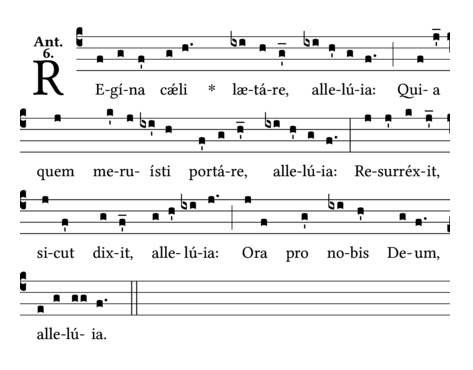
Notación Gregoriana

## Indulgencia
El [[papa Benedicto XIV] estableció las mismas Indulgencias que el Angelus, es decir, las concedidas por Benedicto XIII con el indulto del 14 de septiembre de 1724: indulgencia plenaria una vez al mes, en el día de su elección, a quienes, habiéndose confesado, arrepentido y comulgado, hubieran recitado devotamente la oración por la mañana, al mediodía y por la tarde, al sonar de las campanas, y 100 días de indulgencia de la misma manera a quienes la hubieran recitado en los otros días, con la facultad de no perder la indulgencia para quienes recitaran el Angelus sin conocer el Regina Caeli y posterior facultad concedida el 5 de diciembre de 1727 a los religiosos ocupados al toque de campana de recitar la oración en otro momento.
León XIII (1878-1903) modificó las condiciones para obtener el don de la indulgencia, haciéndolas más fáciles. Hasta la reforma de las indulgencias implementada por el Papa Pablo VI en 1967 todavía se concedía la misma indulgencia.
El Enchiridion Indulgentiarum incluye actualmente una indulgencia parcial para los fieles que recitan el Regina Caeli en los tres momentos prescritos del día durante la temporada Pascua. Para obtener el don de la indulgencia no se requiere la recitación del Gloria y lo que sigue. La concesión se da para textos aprobados por la Santa Sede, por lo que es necesario que los textos en lengua vernácula sean aprobados por la Conferencias Episcopales y posteriormente confirmados por el Congregación para el Culto Divino y la Disciplina de los Sacramentos. Por lo tanto, no se permiten traducciones diferentes y posiblemente se puedan utilizar para presentaciones privadas. Como ocurre con todas las indulgencias, es necesario estar en estado de gracia; además, la indulgencia es aplicable a uno mismo o a las almas de los difuntos que se encuentran en el Purgatorio, pero no es aplicable a los demás vivos en la tierra.

## Versiones musicales
En la liturgia se utiliza habitualmente la versión en canto gregoriano. Además, la oración ha sido musicada numerosas veces y es habitualmente objeto de trabajo para compositores musicales polifónicos y modernos. Mozart compuso tres versiones de ella, grabadas entre otros por Nikolaus Harnoncourt. Están contenidas en su colección Complete Sacred Works.
| Autor                                        | Obra |
| -------------------------------------------- | --- |
| Peter Philips                                | Antífona para 8 voces y órgano                                                                                                |
| Giovanni Matteo Asola                        | Motete para 12 voces |
| Joan Pau Pujol                               | Para 8 voces en Séptimo Tono.                                                                                                 |
| Hernando Franco                              | Para Coro |
| Tomás Luis de Victoria                       | Antífona para 8 voces y órgano                                                                                                |
| Claudio Monteverdi                           | Motete para 3 voces y órgano                                                                                                  |
| Maurizio Cazzati                             | Para voz dos cornetas y continuo                                                                                              |
| Antonio Vivaldi                              | Antífona para voz, 2 trompetas, cuerdas y continuo, en Do Mayor                                                               |
| François Couperin                            | Motete para dos voces altas y continuo                                                                                        |
| Mozart                                       | Para soprano, coro y orquesta en Do mayor, K. 108/74d                                                                         |
| Mozart                                       | Para soprano, coro y orquesta en Si bemol mayor, K. 127                                                                       |
| Mozart                                       | Para solistas, coro y orquesta en Do mayor, K. 276/321b                                                                       |
| Johannes Brahms                              | Motete para coro femenino Op.37/3                                                                                             |
| Gregor Aichinger                             | Motete |
| Jonathan Willcocks                           | Para coro y órgano (o piano) con metal y tímbales opcionales.                                                                 |
| Damijan Mocnik                               | Para coro |
| Hannah Kendall                               | Para coro a capela |
| Cecilia McDowall                             | Tres motetes latinos (Ave Regina, Ave Maria y Regina Caeli) para cuatro voces SATB                                            |
| Andrew Smith                                 | Para 3 voces |
| Marcelo Cid Cid (cantautor católico - Chile) | Canción Versión Juvenil para coros de Parroquias publicada en audio el año 2016 (https://www.youtube.com/watch?v=Y8HspZA0IkU) |